# コミッサール指令
コミッサール指令（コミッサールしれい、英: Commissar Order, 独: Kommissarbefehl）とは、バルバロッサ作戦（独ソ戦の開始）直前の1941年6月6日にドイツ総統アドルフ・ヒトラーが発した指令であり、正式には「政治将校の取り扱いに関する指針」と呼ばれる。ソ連赤軍の捕虜のうち政治将校（コミッサール）を選別し、政治委員が自ら投降したり敵対行為を行っていなかった場合を除き、その場で処刑することを命じたものである。
指令によれば、「完全にボリシェヴィキ化している、あるいはボリシェヴィキのイデオロギーを積極的に広めようとする者」とみなしうる捕虜は、政治委員の肩書を持たなくとも同様に処刑するとされた。
なお指令中の文言としては、「処分する」「処理する」「片づける」等を意味する動詞 erledigen が用いられた。この語句は文脈によっては「殺す」という意味も帯びるが、少なくとも本指令では射殺や殺害、死刑に処するといった直接的な表現は含まれていなかった（婉曲法）。

## 内容
ヒトラーは1941年3月に、三軍の司令官と陸軍高官との作戦会議で初めてこの指令を発した。彼は、ソ連との戦争は「イデオロギーと人種の違いによる戦争である」ゆえに「騎士道的な戦い方は不可能である」と主張し、さらに政治委員は「国家社会主義と真っ向から対立するイデオロギーの使者」であるから容赦なく「清算」されなければならない、と宣言した。
彼はこの処置が国際法違反であることをはっきりと認識していたにもかかわらず、指令を執行する兵士の罪を前もって免じていた。彼は、1899年及び1907年のハーグ陸戦条約はソ連が署名していないためこの戦争には適用されないと主張したが、旧ロシア帝国はいずれにも署名しているためこの主張は誤りである。
指令の要旨は以下のとおりである。

## 国防軍の反応
コミッサール指令の最初の原案は、オイゲン・ミュラー将軍が1941年5月6日に作成したものであり、政治委員がドイツ国内の捕虜収容所に入ることがないよう、全員射殺せよというものであった。
ドイツの首脳部は、1917年の後半から18年の初めにかけてドイツ国内の捕虜収容所に送られてきたソビエトの政治委員が、18年11月の革命の一因になったと考えており、この誤りを1941年の首脳部は避ける決意で政治委員を処刑することにした。ドイツの歴史家ハンス＝アドルフ・ヤコブセンは、「ドイツ軍の指揮官たちがこの指令が故意に国際法を犯していることを認識していたのは間違いない。そのことは異例の少部数しか配布されなかったコミッサール指令の写しに明記してあったのだから」と述べている。
ミュラーの文書中、陸軍指揮官たちによる「行き過ぎ」を予防する段落は、国防軍最高司令部の要求でいったん削除された。ブラウヒッチュ将軍は5月24日にミュラーの段落を加える修正を行ない、指令の遂行にあたって規律を順守するよう軍に求めた。指令の最終版は6月6日に最高司令部から出されたが、文書の伝達範囲は軍司令官級の最高位の指揮官に制限され、それ以降への通知は口頭で行うよう指示された。
コミッサール指令のもとで無数の処刑が行われたとされる。ただしドイツの歴史家ユルゲン・フェルスターは1989年にそれは事実ではないと書いた。ほとんどのドイツ軍指揮官がその回想録に、指令は実行されなかったと記している（またエルンスト・ノルテのような一部の歴史家は依然主張している）からである。実際にはすべての将軍が指令を実行した。マンシュタイン将軍は部下に指令を伝え、部下がすべての政治委員を処刑したために、1949年にイギリスの法廷で有罪判決を受けた。マンシュタインは戦後、自分は指令を拒否し、実行することはなかったと嘘の主張を行っていた。
1941年9月23日、数人の指揮官が赤軍の投降を促す手段の一つとして指令の緩和を要請していたのに対して、ヒトラーは「政治委員の取り扱いについて言及している現行の指令に対するどんな変更も」拒否した。コミッサール指令が赤軍内に知れ渡ると、士気が高まるとともにドイツ軍に対する投降は延期または禁止された。この悪影響はクラウス・フォン・シュタウフェンベルクなどドイツ軍内部からヒトラーへの要請の中でも指摘され、約1年後の1942年5月6日に指令は撤回された。
にもかかわらず、ドイツ降伏後のニュルンベルク裁判ではコミッサール指令について、将軍たちはヒトラーの命令が違法であると知っていてもそれに従う義務があったのかという広い観点から大きな争点となった。